# Herb Ząbkowic Śląskich
Herb Ząbkowic Śląskich – jeden z symboli miasta Ząbkowice Śląskie i gminy Ząbkowice Śląskie w postaci herbu, ustalony 23 maja 2003 roku w Statucie Miasta.

## Wygląd i symbolika

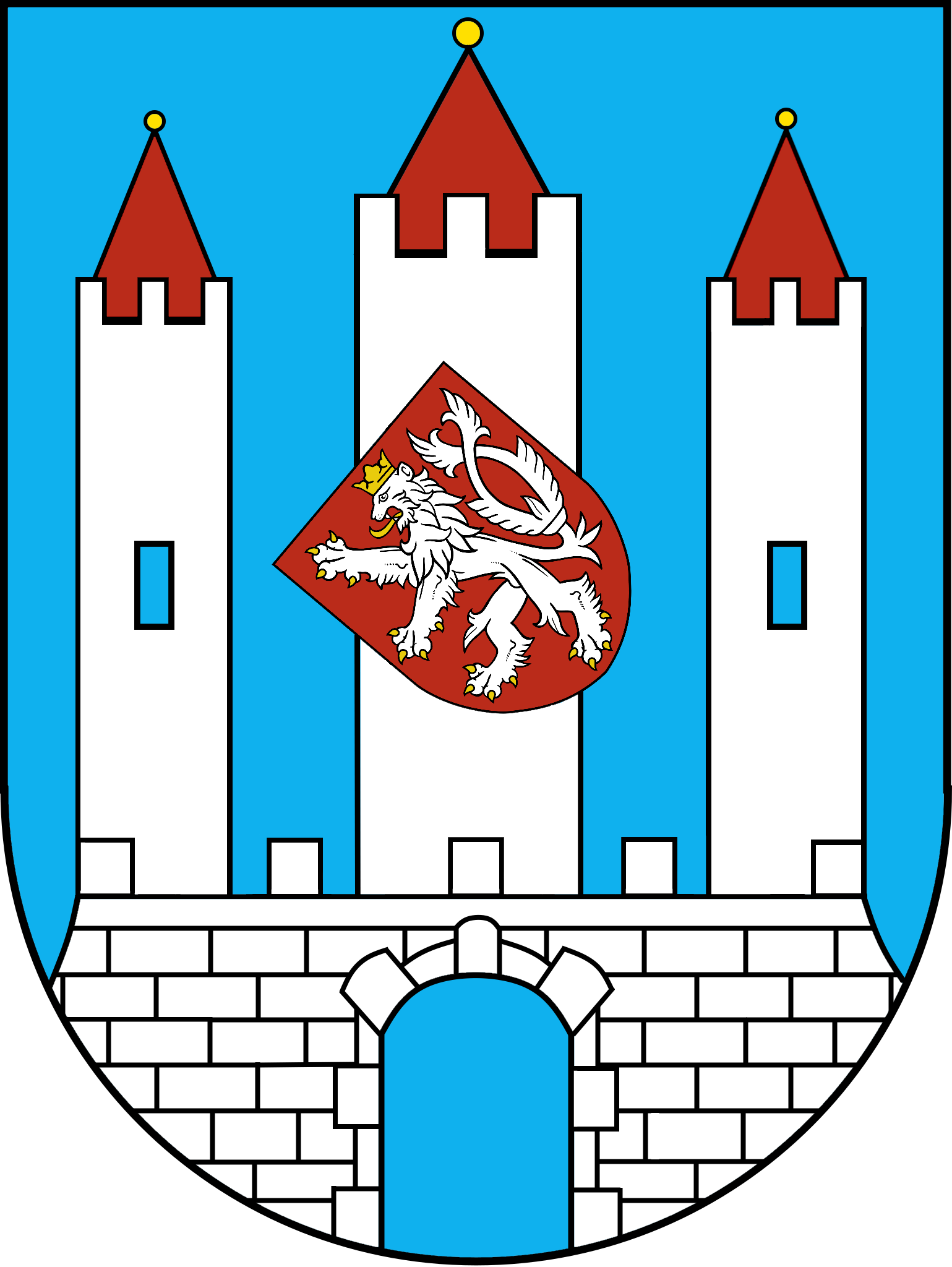
Przedwojenna wersja herbu

Na niebieskiej tarczy herbowej umieszczony jest fragment murów miejskich barwy białej. Nad nimi umieszczone są trzy wieże z blankami, środkowa z nich posiada otwartą bramę. Prześwit w bramie jest barwy czarnej. Wieże boczne posiadają czerwone dachy w kształcie stożków i zakończone są białymi gałkami, nad środkową umieszczony jest czarny orzeł piastowski. Przed murami stoi siedem zielonych kamieni. Herb nawiązuje do piastowskiej przeszłości miasta.